# Laplace no majo
Laplace no majo (ラプラスの魔女?, Rapurasu no majo, lett. "La strega di Laplace"), anche noto con il titolo internazionale di Laplace's Witch, è un film del 2018 diretto da Takashi Miike.